# Croton subagrarius
Espèce
Croton subagrarius est une espèce de plantes à fleurs du genre Croton et de la famille des Euphorbiaceae, présente au Brésil (État de São Paulo).
Il a pour synonyme :
- Oxydectes subagraria, (Müll.Arg.) Kuntze